# Eugénie de Guérin
Pour les articles homonymes, voir Guérin.
Eugénie de Guérin (née le 29 janvier 1805 au château du Cayla près d'Albi et morte le 31 mai 1848) est une femme de lettres française, sœur aînée du poète Maurice de Guérin avec qui elle entretint une correspondance notable.

## Éléments biographiques
Eugénie de Guérin n'a que rarement quitté son lieu de naissance, excepté pour de courts séjours dans les villes environnantes (Albi, Gaillac, Toulouse). En novembre 1838, elle se rend à Paris pour le mariage de son frère Maurice avec Caroline de Gervain. Elle y demeure six mois, logée chez le couple et chez Mme de Maistre, dont elle était la guide spirituelle au château de Coques, et dont son frère était tombé amoureux. Rentrée au Cayla le 8 juillet 1839, elle assiste à la mort de son frère onze jours plus tard. Ce sera l'événement le plus marquant de sa vie.
Elle note dans son Journal (à la date du 30 septembre 1839) :
Je voudrais que le ciel fût tout tendu de noir,

Et qu'un bois de cyprès vînt à couvrir la terre ;

Que le jour ne fût plus qu'un soir.
Elle ne se remettra jamais de cette séparation et mourra neuf ans plus tard, inconsolée.

## Son journal
À partir de 1834, elle commence à rédiger un journal destiné à son frère. Elle l'achève en 1841, notant ses impressions, ses lectures, la vie quotidienne d'une jeune femme dans la première moitié du XIXe siècle. Elle est fortement marquée par le christianisme, notamment par L'Imitation de Jésus-Christ, un ouvrage de piété très lu à l'époque. Si bien que Jules Barbey d'Aurevilly, ami de la famille Guérin, pourra écrire : « Le Journal d'Eugénie, c'est l'Imitation qui a passé par le cœur de la femme. » (Lettre à Guillaume-Stanislas Trébutien du 25 août 1854)
Une édition fragmentaire de ses œuvres est publiée en décembre 1855, grâce à Guillaume-Stanislas Trébutien et Jules Barbey d'Aurevilly, sous le titre de Reliquae. Le même Trébutien éditera son Journal (1862) et ses Lettres (1864). En 1934, à l'initiative de Mgr Émile Barthès, est publié le texte complet du journal.

## Œuvres
- Poèmes

L'Ange joujou,
Baiser d’enfant
Ma Lyre
Litanies de la tristesse
Que mon désert est grand !.
- Lettres (Texte en ligne)

- Journal et fragments (Texte en ligne)

## Généalogie
La famille Guérin en Albigeois est originaire d'Auvergne.
- Noble Pierre de Guérin, seigneur de Senthies et de Rhinodes, s'établit en Albigeois vers 1540. Il fit son testament en faveur de Jean, son fils le 29 mars 1578 et mourut dans son château de Laval la même année. Il avait épousé le 4 mars 1553 Isabeau de Lisle, fille de Raimond de Lisle, seigneur de la Valette dont il eut entre autres :
- Jean de Guérin, seigneur de Senties, capitaine d'une compagnie de gens à pied qu'il commanda avec succès contre les ennemis du roi, défendit aussi le bourg de Loubers suivant une attestation des jurats de cette ville du 10 avril 1590. Il commanda à Andillac qui étaient ordonnées dès le 25 août 1588, fit son testament le 31 octobre 1603 et mourut dans son château du Cayla. Il avait épousé par contrat le 17 avril 1583 Jeanne de la Peyre, fille de Antoine de la Peyre gouverneur du Puy Cely dont il eut :
- Georges de Guérin, seigneur de Senties et de Cayla. Il fit son testament le 11 novembre 1642, après avoir été marié par son père le 25 août 1613 à Fleurette de Verdun. Il eut au moins 3 enfants :

1. Guillaume de Guérin, seigneur de Cayla et de Senties, maintenu dans la noblesse, avec ses frères, par M. de Bezons, intendant du Languedoc le 26 novembre 1668.
2. Jean de Guérin
3. George de Guérin

Eugénie de Guérin est descendante de cette famille dont la généalogie reste à compléter.